# Ipomopsis laxiflora
Ipomopsis laxiflora là một loài thực vật có hoa trong họ Polemoniaceae. Loài này được (J.M. Coult.) V.E. Grant mô tả khoa học đầu tiên năm 1956.